# Copa de Oro de 1936
A Copa de Oro de 1936 foi uma espécie de final do Campeonato Argentino de Futebol de 1936, que foi realizada entre o vencedor da Copa de Honor, o San Lorenzo, e o vencedor da Copa Campeonato, o River Plate, no dia 20 de dezembro de 1936, no Estádio do Independiente, localizado em Avellaneda, para definir o representante argentino na Copa Río de La Plata. O River Plate sagrou-se campeão argentino após conquistar a competição, e o San Lorenzo ficou com o vice-campeonato.

## História
Em 1936, a AFA decidiu alterar a estrutura do Campeonato Argentino daquele ano em relação as edições anteriores, em vez de realizar um único campeonato, a entidade organizou dois torneios curtos de dezessete jogos cada. No lugar do primeiro turno do torneio oficial da Primeira Divisão, foi disputada a Copa de Honor, vencida pelo San Lorenzo, e no lugar do segundo turno, a Copa Campeonato, conquistada pelo River Plate. Estes dois clubes disputaram a Copa de Oro que, foi ganha pelo River Plate, teve como objetivo, originalmente, classificar o finalista argentino para participar da Copa Río de la Plata, embora posteriormente foi erroneamente considerado o seu vencedor como o campeão oficial do ano. Em julho de 2013, no entanto, a AFA ratificou a oficialidade da Copa de Honor e dos outros dois torneios disputados na temporada de 1936 como campeonatos oficiais da Primeira Divisão.

## Participantes
| Equipe      | Cidade       |
| ----------- | ------------ |
| River Plate | Buenos Aires |
| San Lorenzo | Buenos Aires |

### Distribuição geográfica dos participantes
| Região                 | Quant. | Equipes                   |
| ---------------------- | ------ | ------------------------- |
| Cidade de Buenos Aires | 2      | River Plate e San Lorenzo |

## Resultado do jogo
| 20 de dezembro de 1936 | River Plate                                                                        | 4 – 2 | San Lorenzo                               | Estádio do Independiente, Avellaneda Público: Não disponível Árbitro: Bartolomé Macías |
|                        | Renato Cesarini 39' Alberto Chividini 73' Adolfo Pedernera 76' Renato Cesarini 86' |       | Miguel Ángel Pantó 55' Genaro Canteli 81' |                                                                                        |

River Plate: Sebastián Sirni; Luis Vassini e Alberto Cuello; Esteban Malazzo, José María Minella e 	Aarón Wergifker; Carlos Peucelle, Renato Cesarini, Bernabé Ferreyra, José Manuel Moreno e Adolfo Pedernera: Emérico Hirschl.
San Lorenzo: Sebastián Gualco; Oscar Tarrío e Lorenzo Gilli; Ismael Arrese, Mario Scavone e Alberto Chividini; Ruben Cavadini, Ricardo Alarcón, Genaro Canteli, Diego García e Miguel Ángel Pantó. Técnico: José Fossa.

## Premiação
| Campeonato Argentino de Futebol de 1936 (Copa de Oro) |
| ----------------------------------------------------- |
| River Plate Campeão (4° título)                       |